# Dalebor
Dalebor, Dalibor, Dalibór, Dalbor, Daleborz – starosłowiańskie imię męskie, złożone z członów Dale- ("daleko", może też "oddalać") i -bor ("walka"). Oznaczałoby więc "tego, który pozostaje daleko od walki" bądź "tego, który walczy daleko".
Obecnie używane głównie na terenie Bałkanów.
Dalebor imieniny obchodzi 29 czerwca.
Żeński odpowiednik: Dalebora.